# سيدي غازي (كفر الدوار)
قرية سيدي غازى هي إحدى القرى التابعة لمركز كفر الدوار في محافظة البحيرة في جمهورية مصر العربية. حسب إحصاءات سنة 2006، بلغ إجمالي السكان في سيدي غازى 55446 نسمة، منهم 27851 رجل و27595 امرأة.